# 세르히오 에스쿠데로 (1964년)
세르히오 아리엘 에스쿠데로(스페인어: Sergio Ariel Escudero、1964년 2월 10일 ~ )는 과거 J리그 디비전 1(J1)의 우라와 레드 다이아몬즈에 소속되어 있던 전 축구 선수이다. 포지션은 미드필더이다. 출신 국가는 아르헨티나이다.(2007년 6월 11일부로 아들과 함께 일본 국적을 취득하였다.)
1991년에 일본에 오면서 우라와 레즈에서 활동하였으며, 형인 오스바르도의 뒤를 이어 1992년 6월에 우라와 레즈에 입단하였다. 하지만 1993년 1월에 은퇴하였다. 은퇴한 뒤에는 우라와 스포츠 클럽의 코치 가시와 레이솔의 코치로 활동하였다. 2003년부터 사이타마 사카에 고등학교(埼玉栄高等学校)축구부에서 코치로 활동하였다.

## 소속팀
- 1992년 6월 - 1993년 1월 우라와 레드 다이아몬즈